# Валопицитабин
Валопицитаби́н (NM-283) — противовирусный препарат, разработанный для лечения гепатита С, прошедший клинические испытания фазы III. Он действует как ингибитор РНК-зависимой РНК-полимеразы. Это пролекарство, которое внутри организма превращается в активную форму — 2'-C-метилцитидинтрифосфат.